# Brownfield (Maine)
Brownfield es un pueblo ubicado en el condado de Oxford en el estado estadounidense de Maine. En el Censo de 2010 tenía una población de 1.597 habitantes y una densidad poblacional de 13,57 personas por km².

## Geografía
Brownfield se encuentra ubicado en las coordenadas 43°55′51″N 70°55′7″O / 43.93083, -70.91861. 
Según la Oficina del Censo de los Estados Unidos, Brownfield tiene una superficie total de 117.72 km², de la cual 115.17 km² corresponden a tierra firme y (2.16%) 2.55 km² es agua.

## Demografía
Según el censo de 2010, había 1.597 personas residiendo en Brownfield. La densidad de población era de 13,57 hab./km². De los 1.597 habitantes, Brownfield estaba compuesto por el 97.68% blancos, el 0.25% eran afroamericanos, el 0% eran amerindios, el 0.38% eran asiáticos, el 0.06% eran isleños del Pacífico, el 0.38% eran de otras razas y el 1.25% pertenecían a dos o más razas. Del total de la población el 0.25% eran hispanos o latinos de cualquier raza.